# Маїнза Чона
Маїнза Матіас Чона (англ. Mainza Chona; 21 січня 1930 — 11 грудня 2001) — замбійський політичний і державний діяч та дипломат, перший прем'єр-міністр незалежної Замбії. Також обіймав посади віце-президента, генерального секретаря урядової Об'єднаної національної незалежної партії, міністра юстиції (1964—1968), міністра внутрішніх справ (1968—1969), а також посла Замбії в Китаї.